# Pat Connaughton
Pour les articles homonymes, voir Connaughton et Pat.
Patrick Bergin Connaughton, né le 6 janvier 1993 à Arlington au Massachusetts, est un joueur américain de basket-ball. Il mesure 1,93 m, et évolue aux postes d'arrière et d'ailier.

## Biographie

### Carrière universitaire
Entre 2011 et 2015, il joue pour le Fighting Irish de Notre Dame à l'Université Notre-Dame-du-Lac.

### Carrière professionnelle

#### Trail Blazers de Portland (2015–2018)
Le 25 juin 2015, il est sélectionné à la 41e position de la Draft 2015 de la NBA par les Nets de Brooklyn. Ses droits de draft et Mason Plumlee sont transférés aux Trail Blazers de Portland contre Steve Blake et les droits sur le 23e choix de draft Rondae Hollis-Jefferson. Le 9 juillet 2015, il signe un contrat de trois avec les Trail Blazers. Les deux premières années du contrat sont garanties avec l'interdiction pour Connaughton de jouer en ligue professionnelle de baseball durant cette période. Le 30 octobre 2015, il fait ses débuts avec les Trail Blazers et marque cinq points dans la défaite chez les Suns de Phoenix. Pour sa première année, il dispute 34 matches avec les Trail Blazers.
Le 13 avril 2017, dans le dernier match de la saison 2016-2017 des Trail Blazers, Connaughton bat son record de points en carrière avec 19 unités dans la défaite 103 à 100 chez les Pelicans de La Nouvelle-Orléans.
Le 31 août 2017, les Trail Blazers activent leur option d'équipe sur le contrat de Connaughton et conservent le joueur jusqu'à la fin de la saison. Le 18 octobre 2017, pour le match d'ouverture de la saison 2017-2018 des Trail Blazers, Connaughton bat son record de points en carrière avec 24 unités où il marque quatre tirs à trois points sur six tentatives dans la victoire 124 à 76 contre les Suns de Phoenix.

#### Bucks de Milwaukee (2018-2025)
Le 1er août 2018, Connaughton signe un contrat de deux ans avec les Bucks de Milwaukee.
Le 21 novembre 2020, il signe un nouveau contrat de trois ans avec les Bucks pour 16 millions de dollars.

#### Hornets de Charlotte (depuis 2025)
En juillet 2025, il est transféré en direction des Hornets de Charlotte contre Vasilije Micić.

## Clubs successifs
- 2011-2015 :  Fighting Irish de Notre Dame (NCAA), basket-ball[5].
- 2014 :  Fighting Irish de Notre Dame (NCAA), baseball[6].
- 2015-2018 :  Trail Blazers de Portland (NBA)
- 2018-2025 :  Bucks de Milwaukee (NBA)

## Statistiques

### Universitaires
Les statistiques en matchs universitaires de Pat Connaughton sont les suivants :
| Saison    | Équipe     | Matchs | Titul. | Min./m | % Tir | % 3pts | % LF | Rbds/m. | Pass/m. | Int/m. | Ctr/m. | Pts/m. |
| --------- | ---------- | ------ | ------ | ------ | ----- | ------ | ---- | ------- | ------- | ------ | ------ | ------ |
| 2011-2012 | Notre Dame | 34     | 18     | 24,1   | 42,3  | 34,2   | 75,7 | 4,41    | 0,88    | 0,50   | 0,15   | 7,03   |
| 2012-2013 | Notre Dame | 35     | 35     | 32,1   | 44,5  | 37,7   | 70,8 | 4,69    | 2,14    | 0,46   | 0,34   | 8,86   |
| 2013-2014 | Notre Dame | 32     | 32     | 37,2   | 45,2  | 37,8   | 83,3 | 7,09    | 2,97    | 1,03   | 0,56   | 13,78  |
| 2014-2015 | Notre Dame | 38     | 38     | 35,6   | 46,6  | 42,3   | 78,1 | 7,42    | 1,50    | 0,71   | 0,95   | 12,50  |
| Total     | Total      | 139    | 123    | 32,2   | 45,0  | 38,6   | 77,7 | 5,92    | 1,85    | 0,67   | 0,51   | 10,54  |

### Professionnelles

#### Saison régulière NBA
| Champion NBA |

| Saison    | Équipe    | Matchs | Titul. | Min./m | % Tir | % 3pts | % LF  | Rbds/m. | Pass/m. | Int/m. | Ctr/m. | Pts/m. |
| --------- | --------- | ------ | ------ | ------ | ----- | ------ | ----- | ------- | ------- | ------ | ------ | ------ |
| 2015-2016 | Portland  | 34     | 0      | 4,2    | 26,5  | 23,8   | 100,0 | 0,94    | 0,29    | 0,06   | 0,00   | 1,06   |
| 2016-2017 | Portland  | 39     | 1      | 8,1    | 51,4  | 51,5   | 77,8  | 1,33    | 0,72    | 0,15   | 0,05   | 2,51   |
| 2017-2018 | Portland  | 82     | 5      | 18,1   | 42,3  | 35,2   | 84,1  | 1,96    | 1,11    | 0,28   | 0,27   | 5,38   |
| 2018-2019 | Milwaukee | 61     | 2      | 20,7   | 46,6  | 33,0   | 72,5  | 4,23    | 2,00    | 0,54   | 0,41   | 6,90   |
| 2019-2020 | Milwaukee | 67     | 4      | 18,6   | 45,5  | 33,1   | 77,5  | 4,24    | 1,60    | 0,37   | 0,46   | 5,37   |
| 2020-2021 | Milwaukee | 69     | 4      | 22,8   | 43,4  | 37,1   | 77,5  | 4,81    | 1,17    | 0,71   | 0,33   | 6,78   |
| 2021-2022 | Milwaukee | 65     | 19     | 26,0   | 45,8  | 39,5   | 83,3  | 4,20    | 1,26    | 0,91   | 0,23   | 9,92   |
| 2022-2023 | Milwaukee | 61     | 33     | 23,7   | 39,2  | 33,9   | 65,9  | 4,60    | 1,30    | 0,60   | 0,20   | 7,60   |
| 2023-2024 | Milwaukee | 76     | 3      | 22,1   | 43,5  | 34,5   | 75,9  | 3,10    | 2,10    | 0,50   | 0,30   | 5,60   |
| 2024-2025 | Milwaukee | 41     | 1      | 14,7   | 46,9  | 32,1   | 77,4  | 2,70    | 1,70    | 0,20   | 0,30   | 5,30   |
| Total     | Total     | 595    | 72     | 19,2   | 43,8  | 35,6   | 77,3  | 3,40    | 1,40    | 0,47   | 0,28   | 6,00   |

Mise à jour le 6 juillet 2025

#### Playoffs NBA
| Saison | Équipe    | Matchs | Titul. | Min./m | % Tir | % 3pts | % LF  | Rbds/m. | Pass/m. | Int/m. | Ctr/m. | Pts/m. |
| ------ | --------- | ------ | ------ | ------ | ----- | ------ | ----- | ------- | ------- | ------ | ------ | ------ |
| 2016   | Portland  | 6      | 0      | 1,3    | 60,0  | 66,7   | 0,0   | 0,17    | 0,00    | 0,00   | 0,00   | 1,33   |
| 2017   | Portland  | 3      | 0      | 8,0    | 22,2  | 0,0    | 100,0 | 2,33    | 1,33    | 0,00   | 0,00   | 2,33   |
| 2018   | Portland  | 4      | 0      | 14,8   | 40,0  | 20,0   | 100,0 | 1,00    | 1,50    | 0,25   | 0,25   | 4,00   |
| 2019   | Milwaukee | 15     | 0      | 21,6   | 48,1  | 35,7   | 50,0  | 6,20    | 1,40    | 0,40   | 0,87   | 6,20   |
| 2020   | Milwaukee | 10     | 0      | 17,1   | 42,9  | 34,8   | 100,0 | 3,90    | 1,10    | 0,20   | 0,20   | 4,00   |
| 2021   | Milwaukee | 23     | 1      | 23,7   | 46,2  | 38,9   | 84,6  | 4,40    | 1,40    | 0,40   | 0,30   | 7,50   |
| 2022   | Milwaukee | 12     | 0      | 26,5   | 47,7  | 39,1   | 100,0 | 4,30    | 0,90    | 0,40   | 0,30   | 9,50   |
| 2023   | Milwaukee | 4      | 0      | 22,1   | 56,7  | 47,8   | 75,0  | 5,00    | 1,80    | 1,00   | 0,30   | 12,00  |
| 2024   | Milwaukee | 6      | 0      | 20,7   | 44,0  | 27,3   | 100,0 | 3,80    | 2,20    | 1,00   | 0,20   | 4,50   |
| 2025   | Milwaukee | 3      | 0      | 4,7    | 25,0  | 25,0   | 50,0  | 0,70    | 0,30    | 0,00   | 0,00   | 2,00   |
| Total  | Total     | 86     | 1      | 19,5   | 46,2  | 37,0   | 80,5  | 4,00    | 1,10    | 0,40   | 0,30   | 6,00   |

Mise à jour le 6 juillet 2025

## Palmarès
- Third-team All-ACC (2015)

### NBA
- Champion NBA en 2021.
- Champion de la Conférence Est en 2021.
- 3 x Champion de la Division Centrale en 2019, 2020 et 2021.

## Records sur une rencontre en NBA
Les records personnels de Pat Connaughton en NBA sont les suivants, :
| Type de statistique        | Saison régulière | Saison régulière   | Saison régulière | Playoffs | Playoffs           | Playoffs       |
| Type de statistique        | Record           | Adversaire         | Date             | Record   | Adversaire         | Date           |
| -------------------------- | ---------------- | ------------------ | ---------------- | -------- | ------------------ | -------------- |
| Points                     | 43               | Pistons de Détroit | 13 avril 2025    | 22       | Heat de Miami      | 19 avril 2023  |
| Paniers marqués            | 16               | Pistons de Détroit | 13 avril 2025    | 8        | 2 fois             | 2 fois         |
| Paniers tentés             | 29               | Pistons de Détroit | 13 avril 2025    | 12       | Heat de Miami      | 19 avril 2023  |
| Paniers à 3 points réussis | 7                | 2 fois             | 2 fois           | 6        | 2 fois             | 2 fois         |
| Paniers à 3 points tentés  | 13               | 2 fois             | 2 fois           | 10       | Heat de Miami      | 19 avril 2023  |
| Lancers francs réussis     | 6                | Pistons de Détroit | 13 avril 2025    | 3        | 2 fois             | 2 fois         |
| Lancers francs tentés      | 9                | Pistons de Détroit | 13 avril 2025    | 4        | @ Heat de Miami    | 24 avril 2023  |
| Rebonds offensifs          | 5                | 2 fois             | 2 fois           | 4        | 2 fois             | 2 fois         |
| Rebonds défensifs          | 11               | Nuggets de Denver  | 25 janvier 2023  | 11       | Celtics de Boston  | 8 mai 2019     |
| Rebonds totaux             | 12               | 3 fois             | 3 fois           | 11       | 3 fois             | 3 fois         |
| Passes décisives           | 9                | 2 fois             | 2 fois           | 4        | 3 fois             | 3 fois         |
| Interceptions              | 4                | 3 fois             | 3 fois           | 4        | Nets de Brooklyn   | 13 juin 2021   |
| Contres                    | 3                | 3 fois             | 3 fois           | 4        | Pistons de Détroit | 17 avril 2019  |
| Balles perdues             | 4                | 3 fois             | 3 fois           | 2        | 6 fois             | 6 fois         |
| Minutes jouées             | 43               | Pistons de Détroit | 13 avril 2025    | 34       | @ Suns de Phoenix  | 8 juillet 2021 |

- Double-double : 5 (dont 1 en playoffs)
- Triple-double : 0

Dernière mise à jour : 14 avril 2025